# Kelsey Tessier
Kelsey Tessier (* 16. Januar 1990 in Fredericton, New Brunswick) ist ein ehemaliger kanadischer Eishockeyspieler und derzeitiger -trainer, der im Verlauf seiner aktiven Karriere zwischen 2006 und 2023 unter anderem 190 Spiele für die Vienna Capitals in der österreichischen Erste Bank Eishockey Liga (EBEL) auf der Position des Centers bestritten hat. Mit den Vienna Capitals gewann Tessier im Jahr 2017 die österreichische Meisterschaft. Darüber hinaus absolvierte er annähernd 240 weitere Partien in der American Hockey League (AHL).

## Karriere

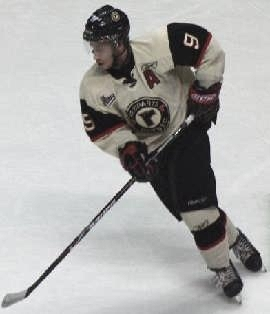
Tessier im Trikot der Remparts de Québec (2009)

Tessier spielte ab dem Sommer 2006 für die Remparts de Québec in der Ligue de hockey junior majeur du Québec (LHJMQ). Im NHL Entry Draft 2008 wurde der Stürmer von der Colorado Avalanche aus der National Hockey League (NHL) in der vierten Runde als 110. Spieler ausgewählt. Bevor er jedoch ins Profilager wechselte, spielte er noch zwei Jahre für die Remparts. Das Ende der Saison 2009/10 erlebte er nach einem Transfer im Trikot der  Moncton Wildcats, mit denen er die Meisterschaft der Liga in Form der Coupe du Président gewann.
Nach dem Ende seiner Juniorenkarriere erhielt Tessier keinen Vertrag in der Organisation der Avalanche. Stattdessen luden ihn die New York Rangers im September 2010 zu einem saisonvorbereitenden Trainingslager ein. Durch seine Leistungen empfahl er sich für einen Einjahresvertrag und spielte daraufhin in der Saison 2010/11 für das Farmteam der New York Rangers, das Hartford Wolf Pack, in der American Hockey League (AHL). Im Verlauf der Spielzeit wurde das Team in Connecticut Whale umbenannt. Tessier beendete seine erste Saison in der AHL als zweitbester Rookiescorer mit zehn Toren und 28 Punkten. In den beiden folgenden Jahren wurde sein Vertrag jeweils um ein Jahr verlängert. Der Angreifer wiederholte in der Spielzeit 2011/12 seine Leistung aus dem Vorjahr und punktete in 84 Spielen 35-mal. Nach einem mühsamen Start in das Spieljahr 2012/13 sammelte Tessier 24 Punkte in 71 Spielen.
Nach drei Jahren bei den Whale entschied sich Tessier dort einen weiteren Einjahresvertrag zu unterschrieben, nachdem sich das Team wieder in Hartford Wolf Pack umbenannt hatte. Am 15. Juli 2013 wechselte er allerdings zum schwedischen Zweitligisten Rögle BK und unterschrieb dort ebenfalls einen Einjahresvertrag. Tessier wurde vom Sportdirektor Anders Carlsson abgeworben, da dieser ihn bei seiner Amtszeit bei der Colorado Avalanche gedraftet hat. In der Saison 2013/14 entwickelte sich der Kanadier zu einem der offensivstärksten Spieler. In 52 Spielen verbuchte er 42 Scorerpunkte, führte somit die Scorerwertung seines Klubs an und belegte ligaweit den sechs Platz. Mit Ambitionen auf einem höheren Level zu spielen, wechselte Tessier zum finnischen Erstligisten Vaasan Sport. Er absolvierte fünf Spiele ohne einen einzigen Punkt, bevor er erneut in die Allsvenskan zum Karlskrona HK für den Rest der Saison wechselte. Mit dem Verein glückte am Ende der Saison 2014/15 der Aufstieg in die Svenska Hockeyligan (SHL).
Dennoch verließ der Mittelstürmer den Verein und wechselte im Sommer 2015 zu seinem Ex-Team und Mitaufsteiger Rögle BK. In der SHL konnte er – ebenso wenig wie in der finnischen Liiga – einen bleibenden Eindruck hinterlassen und wechselte nach nur zehn Einsätzen zum Zweitligisten IF Björklöven. Im folgenden Sommer schloss sich Tessier den Vienna Capitals aus der österreichischen Erste Bank Eishockey Liga (EBEL) an und fand dort für die folgenden drei Spielzeiten eine sportliche Heimat. Gleich in seinem ersten Jahr in der österreichischen Landeshauptstadt gewann der Rechtsschütze mit dem Team die Meisterschaft der EBEL sowie die österreichische Meisterschaft. 
Nach insgesamt drei Jahren und 190 absolvierten Spielen in Österreich wechselte der Kanadier zur Saison 2019/20 abermals nach Schweden und heuerte dort beim Zweitligisten Västerås IK an. Im Juli 2020 gab der EC Bad Nauheim aus der DEL2 die Verpflichtung Tessiers für die Spielzeit 2020/21 bekannt. Von dort wechselte er schließlich im Sommer 2021 in die französische Ligue Magnus, wo er zwei Spieljahre bei den Dragons de Rouen verbrachte. Mit dem Team gewann der 33-Jährige zum Abschluss seiner aktiven Karriere im Frühjahr 2023 die französische Meisterschaft. Seit dem Sommer 2023 ist er im Trainerstab seines einstigen Juniorenteams Moncton Wildcats in der LHJMQ tätig.

### International
Im Juniorenbereich nahm Tessier mit der kanadischen U18-Auswahl am Ivan Hlinka Memorial Tournament 2007 teil, das die Mannschaft auf dem vierten Platz beendete. In vier Turnierspielen bereitete der Stürmer einen Treffer vor.

## Erfolge und Auszeichnungen
- 2010 Coupe-du-Président-Gewinn mit den Moncton Wildcats
- 2015 Aufstieg in die Svenska Hockeyligan mit dem Karlskrona HK
- 2017 Österreichischer Meister mit den Vienna Capitals
- 2023 Französischer Meister mit den Dragons de Rouen

## Karrierestatistik

### International
Vertrat Kanada bei:
- Ivan Hlinka Memorial Tournament 2007

(Legende zur Spielerstatistik: Sp oder GP = absolvierte Spiele; T oder G = erzielte Tore; V oder A = erzielte Assists; Pkt oder Pts = erzielte Scorerpunkte; SM oder PIM = erhaltene Strafminuten; +/− = Plus/Minus-Bilanz; PP = erzielte Überzahltore; SH = erzielte Unterzahltore; GW = erzielte Siegtore; 1 Play-downs/Relegation; Kursiv: Statistik nicht vollständig)